# N426 (België)
De N426 is een gewestweg in België in de plaats Kallo. 
De weg heeft een lengte van ongeveer 1 kilometer en gaat grotendeels door het dorp heen. De route verloopt via de Hoog-Kallostraat, Kapeldijkstraat en Fort St.-Marie.